# 727 TCN
727 TCN là một năm trong lịch La Mã.